# La Merced (Argentina)
La Merced (ufficialmente Paclin) è un comune di seconda categoria dell'Argentina, capoluogo del dipartimento di Paclín nella provincia di Catamarca, situato a 48 km dal capoluogo provinciale.